# Kalvö skärgård
Kalvö skärgård är ett naturreservat i Mariestads kommun i Västergötland.
Området ombildades 2011 från naturvårdsområde till naturreservat och omfattar 2 417 hektar. Denna skärgård är beläget norr om Torsö, norr om Mariestad. 
Kalvöarna med omgivande öar och skär höjer sig endast 10-15 m över Vänerns yta. Öarna består till stor del av kala hällmarker. Mager tallskog dominerar skogsbestånden. I vindutsatta områden har tallar formats till s.k. martallar. I en del omräden förekommer björk och asp.
Många av öarna klassificeras som fågelskär. Där häckar trutar, måsar och tärnor. Till de mest intressanta följearterna hör vitkindad gås, storlom och roskarl.
Området ingår i EU:s ekologiska nätverk av skyddade områden, Natura 2000. 